# زمان کالینینگراد
|  | یوتی‌سی ۰۳:۰۰+ | MSK−1: زمان کالینینگراد |
|  | یوتی‌سی ۰۴:۰۰+ | MSK: زمان مسکو          |
|  | یوتی‌سی ۰۶:۰۰+ | MSK+2: زمان یکاترینبرگ  |
|  | یوتی‌سی ۰۷:۰۰+ | MSK+3: زمان اومسک       |
|  | یوتی‌سی ۰۸:۰۰+ | MSK+4: زمان کرانسنویارک |
|  | یوتی‌سی ۰۹:۰۰+ | MSK+5: زمان ایرکوتس     |
|  | یوتی‌سی ۱۰:۰۰+ | MSK+6: زمان یاکوتسک     |
|  | یوتی‌سی ۱۱:۰۰+ | MSK+7: زمان ولادی‌وستوک  |
|  | یوتی‌سی ۱۲:۰۰+ | MSK+8: زمان ماگادان     |

زمان کالینینگراد منطقه زمانی است که ۲ ساعت جلوتر از یو تی سی (یوتی‌سی ۲:۰۰+) است و ۱ ساعت عقب‌تر از زمان مسکو(MSK-1) است. این منطقه زمانی در استان کالینینگراد استفاده می‌شود.

تا سال ۲۰۱۱، زمان کالینینگراد با زمان اروپای شرقی یکسان بود(یوتی‌سی ۲:۰۰+، یوتی‌سی ۳:۰۰+ با ساعت تابستانی). در ۲۷ مارس ۲۰۱۱، روسیه به‌طور دائمی به ساعت تابستانی منتقل شد، در این حالت ساعت‌ها در تمام سال مانند تابستان باقی می‌ماند، باعث شد که زمان کالینینگراد به‌طور دائمی روی یوتی‌سی ۳:۰۰+ تنظیم شد. در ۲۶ اکتبر سال ۲۰۱۴، این قانون برعکس شد، ولی زمان تابستانی دوباره معرفی نشد، پس کالینینگراد الان به‌طور دائمی روی یوتی‌سی ۲:۰۰+ تنظیم شد.
|                                                                                         | زمان اروپای غربی / ساعت گرینویچ (یو تی سی)       |
|                                                                                         | زمان اروپای غربی / ساعت گرینویچ (یو تی سی)       |
| زمان تابستانی اروپای غربی / زمان تابستانی بریتانیا / زمان در جمهوری ایرلند (یو تی سی+1) |                                                  |
|                                                                                         | زمان اروپای مرکزی (یو تی سی+1)                   |
| ساعت تابستانی اروپای مرکزی (یو تی سی+2)                                                 |                                                  |
|                                                                                         | زمان اروپای شرقی / زمان کالینینگراد (یو تی سی+2) |
|                                                                                         | زمان اروپای شرقی (یو تی سی+2)                    |
| ساعت تابستانی اروپای شرقی (یو تی سی+3)                                                  |                                                  |
|                                                                                         | زمان مسکو / زمان ترکیه (یو تی سی+3)              |

شهرهای معروف:
- کالینینگراد
- سووتسک
- چرنیاخوفسک